# 中村範明
中村 範明（なかむら のりあき、1958年12月 – ）は、日本の官僚。

## 人物
山形県出身。山形県立鶴岡南高等学校を経て、早稲田大学政治経済学部卒業。

## 略歴
出典:
- 1982年　防衛庁入庁　経理局会計課
- 1997年　長官官房企画官
- 1998年　長官官房企画官（兼）防衛局防衛政策課
- 1999年　技術研究本部総務部会計課長
- 2002年　人事教育局厚生課長
- 2004年　財務省関税局監視課長
- 2006年　人事教育局人事計画・補任課長
- 2008年　中国四国防衛局長
- 2010年　大臣官房審議官（併）内閣情報調査室カウンターインテリジェンス・センター副センター長
- 2012年　山口県警察本部長
- 2014年　防衛医科大学校副校長（管理担当）
- 2015年　防衛大学校副校長（企画・管理担当）
- 2016年　防衛研究所長
- 2017年　退官
- 2018年　独立行政法人駐留軍等労働者労務管理機構理事長
- 2022年3月31日　任期満了に伴い、理事長退任。